# Orazio Scaletta
Orazio Scaletta (Cremona, pels volts del 1550 - Pàdua, 1630, a conseqüència de la pesta) fou un compositor italià. Fou primer mestre de capella d'una església de Salò, després, a partir del 1607, exercí les mateixes funcions a Cremona, més tard a Bèrgam i, per fi, en l'església de Sant Antoni de Pàdua. Compongué Villanelle allà Romana, a tres veus (1590); Canzonette, a 4 veus (1595); Madrigals, a 6 veus, i una Missa de difunts, a 4 veus. A més deixà dos petits tractats: Scala della musica (24 edicions conegudes entre 1598 i 1685) i Primo scalino della scala di contrapunto (1622).